# ポンキッキーズ
『ポンキッキーズ』は、フジテレビ系列（テレビ大分を除く）およびBSフジで放送された子供向けテレビ番組。
本項では便宜上、地上波フジテレビ系列での1993年10月1日から2001年3月31日までの放送を第1期、2005年4月2日から2006年3月25日までの放送を第2期、BSフジでの2017年4月2日から2018年3月25日までの放送を第3期とする。
本項における地上波時代の放送期間・放送時間はフジテレビ（関東地区）のもの。

## 概要
1973年4月から1993年9月まで20年半に渡って放送された『ひらけ!ポンキッキ』を大幅リニューアル。『邦ちゃんのやまだかつてないテレビ』のプロデューサーだった小畑芳和を迎えて、主に就学前教育をメインとしていた『ひらけ!ー』から、世代間のコミュニケーションを目的として視聴対象年齢を小学生以上まで広げるとともに、各コーナーやアニメーション、キャラクターなどに現代風のセンスや娯楽色を取り入れた「総合キッズエンターテインメント番組」と銘打って開始した。
レギュラーおよびゲスト出演者は俳優・ミュージシャン・お笑い・文化人・スポーツ界など多岐にわたり、使用される楽曲も有名ミュージシャンによる幅広い年齢層に向けたものが中心となった（音声もモノラル放送からステレオ放送へと変更された）。当番組がきっかけで子供から大人まで幅広く知名度を上げた芸能人も多く、彼らにとっては出世作とも言うべき番組でもあった。
しかし、番組内容の大幅な変更に、幼児を持つ保護者からはとまどいも見られた。またテレビ局の番組編成上の都合や、子供層の生活スタイル変化の最中、幾度か放送時間帯の変更や内容のリニューアルが行われた（特に第1期は放送時間の変動が激しく、時期によって朝の時間帯と夕方の時間帯を行き来していた）。地上波放送後期は朝の情報番組を中心に据えるテレビ局の方針などの影響で放送時間は規模縮小されたものの、時代の変遷にともない衛星放送やウェブサイト上でのコンテンツ放送・配信にも着手された。
朝の子供向け番組であったが収録時間そのものは夕方から深夜過ぎまでであったといい、そのギャップに出演者も違和感を感じることがあったという。

## 内容の変遷

### 第1期

#### 初期（1993年10月 - 1994年3月）
正式タイトルは『Super Kids Zone ポンキッキーズ』。開始当初の放送時間は平日07:30 - 08:30（以下全て日本時間）の生放送。メインMCは高泉淳子演じる「山田のぼる」君（小学5年生という噂）と、木原実が声を担当したパペットキャラクターの「海田およぐ」教授（アトランティス文明の研究者で、年齢は33歳）が行い、えなりかずきも不定期に出演していた。
主なコーナーはその日のニュース「ニュースパレード」、天気予報や天気カメラでの駅前ウォッチング、有名人ゲスト（デーモン小暮閣下、アルシンド、中西俊博ほか週替わり）からのメッセージ、視聴者のハガキや誕生日の読み上げ、登校前の子供達への中継レポート、そしてガチャピン、ムックとマイケル富岡および『ひらけ!ポンキッキ』最後のお姉さん、三輪優子による料理コーナーなど、全体的に情報番組的な体裁であった。番組前半・後半で、小学生以上を対象とした内容と、幼児を対象とした内容に分けた構成が行われていた。また、今後のパソコン時代をいち早く見越して、テレビ画面をパソコンのデスクトップに見立て、CG合成によるアイコンを表示させて各コーナーへ行く方式がとられていた。また、午前8時8分になるとアニメーションによる時報が流された。
音楽に合わせて15人前後でダンスを踊る「キーズラインダンス（Kies Line Dance）」も開始され、学校等での出し物としても人気を獲得、この後も新作が作られた。
| 担当         | 出演者                                                                              |
| ------------ | ----------------------------------------------------------------------------------- |
| MC           | 山田のぼる（高泉淳子）/海田およぐ教授（声：木原実）                                 |
| スタジオ     | キーズロボット（つのよしひろ/CHiCA/前田泰男）/えなりかずき/ニキリナ                 |
| キャラクター | ガチャピン（声：雨宮玖二子）/ムック（声：松田重治）/ハンバーガーボーイ/ポテトボーイ |
| その他       | マイケル富岡/三輪優子 他                                                            |
| OP           | ロックン・オムレツ（森高千里）                                                      |
| ED           | パレード（山下達郎）                                                                |

#### 夕方へ（1994年4月 - 1994年9月）
1994年4月1日から『めざましテレビ』が放送開始した事や、後座番組『おはよう!ナイスデイ』の開始時刻が8時（一部クロスネット局は8時30分に飛び乗り）に繰り上がった事に伴い17時台の収録放送に変更、新たな出演者としてピエール瀧（電気グルーヴ）、BOSE（スチャダラパー）、鈴木蘭々、安室奈美恵の4人がレギュラーに加入。鈴木と安室はウサギの着ぐるみ姿のユニット・シスターラビッツとして出演。主なコーナーは視聴者のお便りやビデオ紹介、スーパーPゲーム（CG画面に合成されたプレイヤーが体を動して操作するゲーム）、伊武雅刀・ジェイ・カビラらによる科学コーナー「びーあんびしゃす」、「ママのお弁当クッキング」、小学校訪問、池谷幸雄を講師役に迎えた体操のコーナーなど。また8月にはアニメ（コーナー枠）「学校のコワイうわさ 花子さんがきた!!」が放送開始。放送時間は夕方への移動から僅か1ヶ月後の5月に16時台へ移動し、7月には『ひらけ!ポンキッキ』時代と同様の30分枠に復する形となった。
この時期から「P-kies（ピーキーズ）」という略称が使われ始め、新キャラクターとしてPちゃんが登場。Pちゃんは以降、長年に渡ってガチャピン・ムックと並ぶ番組の看板キャラクターとなる。
| 担当         | 出演者                                                             |
| ------------ | ------------------------------------------------------------------ |
| MC           | 山田のぼる/海田およぐ教授                                          |
| スタジオ     | ピエール（ピエール瀧）/BOSE/蘭々（鈴木蘭々）/アムロ（安室奈美恵）  |
| キャラクター | ガチャピン/ムック/Pちゃん/ダーヨ（声：木原実）                     |
| その他       | 伊武雅刀/ジェイ・カビラ/えなりかずき/ニキリナ/池谷幸雄/国本武春 他 |
| OP           | Welcome to Ponkickies（スチャダラパー）/歩いて帰ろう（斉藤和義）   |
| ED           | Child's days memory（米米CLUB）                                    |

#### 再び朝に・安定期（1994年10月 - 1999年3月）
再び平日の朝に移動。高泉が番組を降板し、レギュラーだった4人がメインMCに昇格。10月から放送時間を月 - 金曜8時台前半（08:00 - 08:30）に変更。この時期からCGキャラクター・コニーちゃんが登場。夕方放送していた時期はアニメーションの時報が無かったが、再び朝の8時台へ移動した事に従い復活。番組後半には、各分野の有識者・専門家が、幼児教育について語るコーナーも設定されていた。
| 担当         | 出演者                                                          |
| ------------ | --------------------------------------------------------------- |
| MC           | ピエール/BOSE/蘭々/アムロ/海田およぐ教授                        |
| スタジオ     | マスクマン（鈴木源一郎）/マリ（豊田麻里）/メグ（小嶋めぐみ）    |
| キャラクター | ガチャピン/ムック/Pちゃん/コニーちゃん（声：クリス智子）/ダーヨ |
| その他       | 伊武雅刀/ジェイ・カビラ 他                                      |
| OP           | Welcome to Ponkickies                                           |
| ED           | Child's days memory                                             |

1995年5月のゴールデンウィークには、当時のフジテレビ主催イベント・LIVE UFOに番組ステージを設け、鈴木と海田およぐのMCにより、会場である国立代々木競技場内・スーパーキッズTVステーションから生放送が行われた。番組放送の後に行われていたイベントでは、メンバー参加の3x3バスケットやキャラクターショーの他、キーズラインダンスの公演やシスターラビッツのミニライブ等も開催。
7月には夏休み企画として、各メンバーが日本全国を回るロケ企画が行われた。
同年8月よりスタジオセットがリニューアルされ、倉庫型の大型エレベーターで各コーナーの世界を移動する設定となった。出演者が四角い枠を書いて各コーナーへ行く「P-kiesウィンドウ」が開始された。同時にMCも4人の中から週替わりで2人となる。
| 担当         | 出演者                                                       |
| ------------ | ------------------------------------------------------------ |
| MC           | ピエール/BOSE/蘭々/アムロ（うち2人）                         |
| キャラクター | 海田およぐ教授/ガチャピン/ムック/Pちゃん/コニーちゃん/ダーヨ |
| その他       | 伊武雅刀/ジェイ・カビラ/マスクマン/マリ/メグ/佐伯日菜子 他   |
| OP           | Welcome to Ponkickies                                        |
| ED           | Child's days memory                                          |

1996年4月、鹿賀丈史扮する謎の部屋を守る番人・カガマルのコーナー「キッズプラネット」が開始。同年夏には鹿賀の歌う「ポンキッキーズ体操 Ja-nay Gymnastics」を提唱した全国キャラバン「ひまわりキャラバン」が行われ、連日全国各地から生放送された（翌1997年も「めざましテレビ」と連動して実施）。また、同年8月8日（フジテレビの日）の放送は「888フジテレビまつり」の一環として、フジテレビお台場新本社前のシードリームステージから生中継され、平成8年8月8日8時8分8秒（フジテレビのチャンネル番号が8なことに由来）という8並びの瞬間を迎える盛大なカウントダウンが行われた。この回ではメインⅯⅭの4人が久々に集結し、P-kiesメドレーを歌うスペシャルライブを行った。
また、番組にビデオ出演した石井竜也が発した「ポンキッカー」という造語を、出演者・スタッフ・視聴者など、番組にかかわる全ての人を指す語として正式に使われるようになった。1996年10月14日から10月18日には当番組の形態をとってフジテレビ番宣を行った特別番組『ゴーゴーポンキッカー』、1997年1月5日には正月特別番組『ゴーゴーポンキッカーお正月スペシャル』が放送された。この頃より金子統昭、鮫島巧がレギュラーに加入。
| 担当         | 出演者                                                                             |
| ------------ | ---------------------------------------------------------------------------------- |
| MC           | BOSE/蘭々/ピエール/アムロ（うち2人）                                               |
| スタジオ     | あっくん（金子統昭）/タクミくん（鮫島巧）/リトルラビッツ                           |
| キャラクター | ガチャピン/ムック/Pちゃん/コニーちゃん/海田およぐ教授/ダーヨ/ワーニー&ワーニーミニ |
| その他       | カガマル（鹿賀丈史） 他                                                            |
| OP           | Welcome to Ponkickies                                                              |
| ED           | 不定                                                                               |

1997年に入り安室が番組を降板し、ピエールも準レギュラーに移ったため、MCがBOSEと鈴木の2人に定着する。3月より安室の後輩である当時9歳の三浦大地をメインボーカルとしたダンスユニット・Folderが番組とタイアップし、メンバーが日替わりでレギュラー出演開始。1stから（3rdを除く）5thまでのシングルA面曲はP-kiesメロディでミュージックビデオが使用された。
11月～12月にかけ、Gonna be funとしてP-kiesメロディに登場していたともさかりえが期間限定で鈴木と共にラビッツを務めた。
| 担当         | 出演者                                                                                             |
| ------------ | -------------------------------------------------------------------------------------------------- |
| MC           | BOSE/蘭々                                                                                          |
| スタジオ     | ピエール/Folder/あっくん/タクミくん/リトルラビッツ/りえ（ともさかりえ）                            |
| キャラクター | ガチャピン/ムック/Pちゃん/コニーちゃん/海田およぐ教授/ワーニー&ワーニーミニ/D.O.G/アントイーターズ |
| その他       | カガマル/ガギグ原人（つのよしひろ/CHiCA/本多愛也） 他                                              |
| OP           | Welcome to Ponkickies                                                                              |
| ED           | 不定                                                                                               |

番組開始5周年となる1998年度はタレント・P-kiesメロディ（タイアップ曲）の登用が盛んに行われ、新ラビッツのあんじ、市川実和子と櫻田宗久がレギュラー加入。MCと掛け合いをする「しんのすけ」など新たなCGキャラクターも登場した。5月に石井ビューティーが新曲「花まつり」を引っ提げ、いわゆるYOSAKOI系の演舞「BON-DANCE」を提唱。YOSAKOIソーラン祭りに番組の櫓を出し、ガチャピン・ムックが参加するなどキャラバン活動を展開した。

そして夏休み期間にはフジテレビ開局40周年記念イベントとして『P-kiesワンダーランド』を臨海副都心の青海Q区画（現:ダイバーシティ東京所在地）にて開催。動員数は番組単独のイベントとしては最大級の約52万人を記録した。同時期にガチャピンがロシアの宇宙ステーションミールに搭乗し、番組およびワンダーランド内で滞在の模様を紹介・中継する「ガチャピン 宇宙へ」企画が行われ、7月より訓練する様子などが番組内のコーナーで取り上げられ、8月13日にはソユーズTM-28でミールに辿り着いたが、収録に関する不具合によりミール搭乗後の放送はごく一部のみとなり、帰還の様子など取り上げられずに打ち切られた。

同年10月に『ナイスデイ』が08:25開始となった事に伴い、月 - 金曜08:00 - 08:25と放送時間が短縮となる。
| 担当         | 出演者 |
| ------------ | --- |
| MC           | BOSE/蘭々 |
| スタジオ     | ピエール/あんじ/みわこ（市川実和子）/Folder/あっくん/タクミくん/さくらだくん（櫻田宗久）/リトルラビッツ                                |
| キャラクター | ガチャピン/ムック/Pちゃん/コニーちゃん/しんのすけ/インターネットスパイダー/海田およぐ教授/ワーニー&ワーニーミニ/D.O.G/アントイーターズ |
| OP           | Welcome to Ponkickies |
| ED           | 不定 |

#### 再度夕方に（1999年4月 - 1999年9月）
1999年4月には『ナイスデイ』の後継番組として立ち上げられた『情報プレゼンター とくダネ!』が8時開始となった事に従い、再度16時台前半（16:00 - 16:25）に移動（仙台放送・福島テレビ・テレビ静岡は15:30 - 15:55、東海テレビは15:35 - 16:00）。番組は大幅にリニューアルし、レギュラー出演者のほとんどが入れ替わり、曜日ごとの日替わりでコーナーが放送された。このリニューアルの際に、爆笑問題がネズミの着ぐるみ姿に扮したキャラクター爆チュー問題が登場。火曜日のコントコーナー『爆チュー問題のでたらめチューズデー』が放送され、長期に渡って放送される人気コーナーとなる。
月曜はBOSE司会の「P-kiesツアー」、水曜は米米CLUBのジェームス小野田及び原田亜希による「うたをつくろう」、木曜は鹿賀丈史が先生に扮した「ドクターカガドル」、金曜は画家・MAYA MAXXの「どこでもキャンバス」であった。
| 曜日         | 担当         | 出演者                                                       |
| ------------ | ------------ | ------------------------------------------------------------ |
| 月曜         | MC           | BOSE/桑田さゆり/アイシャ・ウェード                           |
| 火曜         | MC           | 爆チュー問題（爆笑問題）/山チュー秀樹（山中秀樹）            |
| 水曜         | MC           | ジェームス（ジェームス小野田）/原田亜希/スターダストレビュー |
| 木曜         | MC           | カガドル（鹿賀丈史）/山田さくや                              |
| 金曜         | MC           | MAYA MAXX                                                    |
| キャラクター | キャラクター | ガチャピン/ムック/Pちゃん/ホワイP/コニーちゃん/やさい星人    |
| OP           | OP           | Welcome to Ponkickies                                        |
| ED           | ED           | 不定                                                         |

#### 週一・1時間化へ（1999年10月 - 2001年3月）
1999年10月より月 - 木曜日は16:25 - 16:30の5分番組として、Bro.TOMによる紙芝居コーナー「トムさんのかみしばい」を一部地域のみ放送。『ポンキッキーズ』本編としては金曜日16:00 - 16:55（一部地域は15:30 - 16:25）に移動した。週1回の放送に縮小されたが再び1時間へと拡大した。このリニューアルで長らくMCを務めたBOSEも降板し、新たに爆笑問題がメインMCとなった。従来のコントに加えて料理コーナーが開始。また、トムと共に新レギュラーとしてケイン・コスギが加わり、ガチャピンと共に行うチャレンジコーナーなどがあった。2000年3月31日は有珠山噴火の緊急特別番組で放送休止となり、夕方版最終日は同年3月30日(金曜版は3月17日)となった。
| 曜日        | 担当               | 出演者                                            |
| ----------- | ------------------ | ------------------------------------------------- |
| 月曜 - 木曜 | 紙芝居             | トムさん（Bro.TOM）                               |
| 金曜        | MC                 | 爆チュー問題                                      |
| 金曜        | スタジオ・コーナー | ケイン（ケイン・コスギ）                          |
| 金曜        | キャラクター       | ガチャピン/ムック/Pちゃん/コニーちゃん/やさい星人 |
| 金曜        | その他             | 山チュー秀樹/鈴木杏 他                            |
| OP          | OP                 | Welcome to Ponkickies                             |
| ED          | ED                 | 不定（月曜 - 木曜はなし）                         |

2000年4月より毎週土曜日06:30 - 07:30（一部地域は06:00 - 07:00）と完全週一回放送となる。MCはケインが担当し、爆チュー問題はスタジオではパペットでも登場した。ケインの体操コーナー「ケインサイズ」の他、レギュラーおよびゲスト出演者がテーブルゲームの「ジェンガ」を巨大化させた「ビッグジェンガ」にチャレンジするコーナーが行われ、夏には一般公募による出張ビッグジェンガが行われた。5分番組「トムさんのかみしばい」は当番組に統合され、引き続き放送。同年10月に、はしのえみ扮する魔女のエミージョがレギュラー加入。
この頃からフジクリエイティブコーポレーション（FCC）の本番組制作部「P-kies制作部」が独立して設立されたフジテレビの子会社フジテレビKIDSを中心に制作される体制となった。
| 担当         | 出演者                                                                                        |
| ------------ | --------------------------------------------------------------------------------------------- |
| MC           | ケイン                                                                                        |
| スタジオ     | 爆チュー問題/エミージョ（はしのえみ）<2000年10月〜>                                           |
| キャラクター | ガチャピン/ムック/Pちゃん/コニーちゃん/ジャカジャカセブン/やさい星人/クリン（声：犬山イヌコ） |
| その他       | トムさん/山チュー秀樹 他                                                                      |
| OP           | Welcome to Ponkickies                                                                         |
| ED           | 不定                                                                                          |

2001年4月には21世紀に突入した事に従い『ポンキッキーズ21』とタイトルを改め、MCは20th Centuryの井ノ原快彦が担当。毎週土曜日06:30 - 07:30（2003年10月からは06:00 - 07:00）となり、ケイン・コスギ以外のレギュラーは全員続投した（詳細は同項を参照）。

### 第2期
2005年4月より毎週土曜朝の週一回放送を継続したまま、タイトルから『21』を外して再び『ポンキッキーズ』に戻す。しかし放送時間は06:00 - 06:30と30分枠に再度縮小され、一部ネット局では編成上の都合で05:30 - 06:00に先行ネットとなる。番組内容やMC・レギュラーメンバー、スタジオセットは2004年度の『ポンキッキーズ21』から引き継いだ。7月に、フジテレビ夏のイベント『お台場冒険王』の一環に「ポンキッキーズ×ガチャガチャポン!お台場サマースクール」として子供向けのワークショップが開催され、一部の模様はチルドレンタイムSPで放送された。また、お台場冒険王の目玉企画として「ミュージカル きかんしゃトーマスとなかまたち」が開催され、番組内で特番が放送された（詳細はきかんしゃトーマスを参照）。
同月より派生番組として、ローティーン向け教育番組『ガチャガチャポン!』が1年間放送された。
秋冬にTRFのSAM・ETSU・CHIHARUがゲスト出演、ダンス教則DVDリリースの他、2006年1月より子供対象のダンスコンテストライブ「KIDS DANCE DANCE」を開催。
2006年4月より『めざましどようび』が06:00開始となる事に従い『ポンキッキ』とタイトルを改め放送時間を移動、同時に番組も大幅にリニューアルし、ガチャピン・ムックを除いたレギュラーメンバーは全員卒業となった。爆チュー問題はCSに放送波を移して独立番組『空飛ぶ!爆チュー問題』として2016年まで継続した。
リニューアル後の『ポンキッキ』は完全なローカル番組となった上、全ネット局で同時間での放送では無くなり、さらに当期の最終回をもって『ひらけ!ポンキッキ』からネットしていた一部系列局がネットを打ち切った事例もあった。
| 担当         | 出演者                                                                                  |
| ------------ | --------------------------------------------------------------------------------------- |
| MC           | いのっち（井ノ原快彦）                                                                  |
| スタジオ     | バットム（Bro.TOM）/シスターラビッツ（3代目）                                           |
| キャラクター | ガチャピン/ムック/Pちゃん/コニーちゃん/チビミミナガバンディクート（声：イズミカワソラ） |
| その他       | 爆チュー問題/山チュー秀樹 他                                                            |
| OP           | げんき!（中川ひろたか）                                                                 |
| ED           | ヨーイドン（Mr.Children）/Good day, Sunshine（TRF）                                     |

#### 主なコーナー（第2期）
- お～い、朝だよ！

前期にオープニングで放送。一般公募のコーナーで、ガチャピンが早起きが苦手な子供の家に起こしに行く。
- やさいまるかじりキッズ→やさいまるかじり

一般公募のコーナー。子供が色々な野菜をまるかじりしている映像を放送する。映像は当初は子供1人のみで、番組中期はシスターラビッツが進行していた。番組後期にはコーナー名が若干変更され、複数人の子供達をダイジェストで流すようになった。また、最後にガチャピンとムックからの豆知識のコーナーが追加された。
- バケツンとオシャベル

バケツ型のバケツンとスコップ型のオシャベルが、砂場で遊ぶ子供達から遊ぶ時のルールやマナーについて学ぶコーナー。
- いのっち

井ノ原がCGを利用して、色々なアクションをする。

### 第3期
2017年4月より、BSフジ『beポンキッキーズ』の後継番組としてタイトルを三度『ポンキッキーズ』とし、第1期・第2期と同一のタイトルロゴを使用。スタジオセットは『beポンキッキーズ』から引き続きツリーハウス（森の図書館）をテーマとしたがデザインが変更された。日曜日の週一回・55分放送、LINE LIVEやTVer、GYAO!でも配信された。テーマ・サブタイトルは「HAVE A DREAM」。「デジタル時代にアナログのすばらしさを」や人が持つ魅力を伝える番組作り、をテーマとした。
春風亭昇々・藤原さくらをメインMCに迎える。『原点回帰』をテーマに第1期（1995年〜1999年頃）を踏襲した構成で、MC2名＋Pちゃんによる番組進行、セットには様々な物が出るバスタブや『ポンキッキーズ21』で使用されたメッサーシュミットなど、過去シリーズで使用された小道具等が置かれ、「8時8分」の時報が1998年度以来18年ぶりに復活。平塚日菜（ふわふわ）と浅野杏奈（マジカル・パンチライン）による新生「シスターラビッツ」、小学生バンドユニット「HAD」が登場。
2018年3月25日をもって放送終了。これをもって、ポンキッキシリーズは通算45年の歴史に終止符を打つ事となった。同年7月8日より後継番組として、ガチャピンとムックが司会の新番組『ガチャムク』が放送開始した。
| 担当         | 出演者 |
| ------------ | --- |
| MC           | しょうしょう（春風亭昇々）/さくら（藤原さくら） |
| コーナー     | ひな（平塚日菜）/あんな（浅野杏奈）/サキ（竹野谷咲）/キアラ（嶺岸煌桜）/HAD/ラニー・ラッカー/オンプマン/ ふく（鈴木福）/かのん（谷花音）/大ちゃん（川上大輔）/きいやま商店/ラバーガール/塚本江里子 |
| キャラクター | ガチャピン/ムック/ガー/ムー/Pちゃん/ロリポップス/コニーちゃん/チビミミ |
| OP           | All You Need Is Love（The Beatles） |
| ED           | Someday（藤原さくら） 他 |

#### 主なコーナー（第3期）
- beフリッピング
- からだでプログラミング
- ゼンマイ落語
- ふしぎな森の音箱
- 一発ギャグ
- ミンナでミンワ

## スタジオセット
開始当初 - 1994年3月
レンガ風の壁や木箱などを設置したセットの中央に、黄色の車（いすゞ・TX、運転席のみ）がある。オープニングでは出演者がボンネットの中から登場した。
1994年4月 - 1995年7月
全体が白のスペースに黄色の車（後部にメリーゴーランドのパーツが追加され、以降“ゴーランド”と呼称）が置かれている。合成映像による飛行中のゴーランドから出演者が登場する事もあった。
1995年8月 - 1999年3月
倉庫風に作られた大型エレベーターで、ドアが2つ（奥にあるエレベーターの扉と左側の壁にあるドア。これらと別にCM入りや放送終了前に映るCGのエレベーターの扉もある）ある。中には時計、鏡、本棚、様々な物が出る不思議なバスタブなどがある。各コーナーへはスイッチを押して階を移動する設定。スイッチは当初は床に設置されたボタンだったが、後にスロットマシン型になった。ゴーランドは屋外ロケのコーナーでの移動手段として登場するようになった（コーナー冒頭ではエレベーターの扉が開いた車両基地から発進する映像が挿入されていた）。
1999年4月 - 2000年3月
壁が白く塗られた部屋。木の葉型の椅子やカガドルの部屋に通じる赤いドアがあり、ドアの横には爆チュー問題の部屋の入り口(穴)がある。ビデオ「爆チュー問題のでたらめチューズデー」、DVD-BOX「爆チュー問題の部屋」で確認可。
※2000年4月以降のスタジオセットについてはポンキッキーズ21・スタジオセットを参照。

## P-kiesメロディ
番組で使用されたテーマ曲およびアーティストのタイアップ曲の総称。コーナーのテーマ曲を除いて大半は番組内に設けた「P-kiesメロディ」コーナー（番組冒頭もしくは中盤）において、番組独自制作のミュージッククリップを添えて一定期間1コーラス分ヘヴィー・ローテーションする形態となっているが、一部はエンディングテーマとしても使用された。ヘヴィー・ローテーション枠は1998年度（夕方移行前）を以て廃止されている。主な視聴者層である子供に向けた歌詞を意識した楽曲が多いが、Jポップテイストをメインに、年齢を問わず観賞できるものとなっている。
この内、コンピレーション・アルバム「ポンキッキーズ・メロディ(1)」「ポンキッキーズメロディ2」に収録された楽曲は番組初期・中期の代表的なものとなっている。1はオリコン最高8位を記録し、35万枚の売上を記録した。
なお、P-kiesメロディとして放送（タイアップ）した楽曲がシングルCDとして発売される際には基本的にジャケット上に番組ロゴ（「Super kids zone ポンキッキーズ」や「P-kies」シンボル）が配置されたり、シュリンクフィルム上にシールが貼付されている。
人気のある楽曲は番組終了時期までリクエストで時々流されたり、2000年代以降に発売したポンキッキのコンピレーション・アルバムに収録されている。

### 第1期（P-kiesメロディ）
1993年
- ロックン・オムレツ（森高千里）
93年度のオープニングテーマ。
- パレード（山下達郎）
93年度のエンディングテーマ。

1994年
- Welcome to Ponkickies（GET UP AND DANCE）
レギュラー陣が勢揃いした映像と「元気!勇気!ポンポ ポンポ ポンキッキーズ!!」という掛け合いが特徴。原曲はスチャダラパー「GET UP AND DANCE」冒頭部分。OP映像が何度か変更された上で、『ポンキッキーズ21』までOPに使用され、『beポンキッキーズ』でも歌詞を一部変えて使われた。上記のフレーズは1994年度から『21』及び第2期まで、さらに第3期でもエンディングに出演者が締めの挨拶として発していた。
- 一寸桃金太郎（シスターラビッツ）
- 汽車ポッポ鉄道どこまでも（〃）
- 四つの季節（〃）
CD発売は1995年。
- 歩いて帰ろう（斉藤和義）
94年度以降のオープニングテーマとして放送。MVは3種類作られた。
- 夏の決心（大江千里）
MVは、ワニの人形が浜辺をドライブしたり、線香花火をするバージョンと、女の子がラインダンスなどを披露するバージョンがある。ダンスバージョンは、海辺でタンクトップにホットパンツで踊るバージョンと、花火が上がる夜景を背景に浴衣で踊るバージョンの2種類がある。
- Child's days memory （米米CLUB）
94・95年度の主にエンディングテーマとして放送。
- 花子さんがきた!! （マユタン）
コーナー枠で放送されていた「学校のコワイうわさ 花子さんがきた!!」の主題歌。
- ポポ（電気グルーヴ）
当初のMVは、主にイギリスの蒸気機関車(SL)をサイケ風にしたユニークな映像だったが、1997年12月のポケモンショックの影響でパカパカを抑制する必要性からカンガルーが草原を走り回る映像に差し替えられた。その後「ひらけ!ポンキッキ」時代に撮影されたSLの映像を編集したものがイメージ映像として放送された。
- 夢のヒヨコ（矢野顕子）
- うちのパパとママとボク（山田のぼる〈高泉淳子〉）
シャンソン「モン・パパ」（C'est pour mon papa）に高泉の訳詞を加えてカバー。
- 地球をくすぐっチャオ!（ニキリナ with 渡辺貞夫）
泉田エミイ『ストリート・サンバ』（渡辺貞夫が作曲、1968年発売。後にアストラッド・ジルベルトや加藤紀子などもカバーしている）の歌詞違いのカバー曲。

1995年
- さあ冒険だ（和田アキ子）
MVは、映画「月世界旅行」の映像にガチャピン、ムック、Pちゃんを合成させたもの。森高千里と糸井重里が作詞、石井竜也が作曲、米米CLUBのメンバーが編曲としてそれぞれ楽曲提供している。
- LET'S GO! いいことあるさ（SUPER P-kies）
ヴィレッジ・ピープル『Go West』のカバー曲。
- 逃げたいときは（安達祐実）
- おじいちゃんはマメなのだ（〃）
一般公募より採用された楽曲。
- 間違えないでおくんなさい（国本武春）
- なまでこ（コニーちゃん）

1996年
- オナラで月まで行けたらいいな（小沢健二）
番組ゲストで出演した小沢健二が即興で作詞作曲。
- Ja-nay（鹿賀丈史）
1996年に番組が提唱した体操「ポンキッキーズ体操 Ja-nay Gymnastics」の伴奏曲。フジテレビの人気番組（SMAP×SMAP・めざましテレビ・料理の鉄人等）のスタジオで出演者とガチャピン・ムックが演舞したり、コニーちゃん単独で実技指導するものなど複数パターンがあり、全国キャラバンなども行われた。
- シャナナナナナ（ディック・リー）
MVに登場する動物の服を着た子供達の中に、ウエンツ瑛士がいる。
- メロディー（西田ひかる with 加藤和彦）
MVに登場する模型の森は、2006年からの「ポンキッキ」でキャラクター「ポン&キッキ」の住む森として再利用された。

1997年
- Future For You（杏里）
MVでは、アリクイのキャラクター「アントイーターズ」が野球をする。
- Birthday Party（Gonna be fun）
ともさかりえ・金子統昭・鮫島巧によるユニット。
- 大人になっても（スチャダラパー）
- パラシューター （Folder）
- NOW AND FOREVER（〃）
- ピ ピカソ（モダンチョキチョキズ）
- バブルバスガール（コニーちゃん）

1998年
- 花まつり（石井ビューティー〈石井竜也〉）
YOSAKOI系踊り「BON-DANCE」のテーマ曲。
- キミとボク（鈴木蘭々）
- ポップスター（市川実和子）
- ジャカジャカジャンケンポン（Folder）
- 空を飛んでみたいな（プロペラ）
- 日曜日の食事（竹中直人）

1999年
- でたらめな歌（爆チュー問題）
「爆チュー問題」コーナーのテーマ曲。
- STAND（ホフディラン）
ピクサー映画「バグズ・ライフ」イメージソング。
- Glory Glory（Folder）
- BIG SMILE（THE COLTS）
- なぞのやさい星人あらわる（かねこひろゆき）
2023年にカップヌードルねぎ塩のCMソングとして替え歌が使用された。

2000年
- 心は君のもとへ（つじあやの）
- 君にありがとう（〃）

### 第2期（P-kiesメロディ）
2005年
- ヨーイドン（Mr.Children）
『ガチャガチャポン!』のオープニングテーマと併用。
- げんき!（中川ひろたか）
- ハッピーソング（シスターラビッツ）
- Good day, Sunshine（TRF）

### 第3期（P-kiesメロディ）
2017年
- およげ!たいやきくん（バックドロップシンデレラ）
ロックアレンジ。レギュラー放送での完全新規カバーは番組シリーズ初となる[6]。
- Someday（藤原さくら）
- タイムマシンにおねがい（川上大輔）
サディスティック・ミカ・バンドの楽曲で同じくフジテレビ系のアニメ『まぼろしまぼちゃん』のオープニングをカバー。一人五役の「be5」として歌唱。
- ガチャガチャムクムク（ケロポンズ）
- みんなでうたおう（ニホンジンプロジェクト）

## コーナードラマ

### 第1期（コーナードラマ）
きかんしゃトーマス 第4シリーズ（1995年放送開始） - 第5シリーズ（1998年放送開始）
『ひらけ!ポンキッキ』から引き続き放送。1999年からはテレビシリーズと併せて楽曲のミュージックビデオも放送された。テレビシリーズについては後にCS放送カートゥーン ネットワークやAmazonビデオにて本番組で放映されたものを放映・配信。第2期では過去シリーズの再放送のみ。第3期時点ではNHK・Eテレでの放送に移行していたため、本番組では未放送。
ピーターラビットとなかまたち
こちらも『ひらけ!ポンキッキ』から引き続き放送。こちらも後にカートゥーン ネットワークで放映された。
ポストマン・パット
人形コマ撮りによるイギリス製アニメ。主人公は郵便配達人のパット。ナレーションと全ての登場人物の声は竹中直人が担当。番組内での放送終了後も新作が制作され、日本ではCS放送のディズニーチャンネルで放送（テーマ曲の歌詞や声優は変更されている）。
学校のコワイうわさ 花子さんがきた!!
いわゆる「学校の怪談」を題材にしたホラーアニメ。詳細は同項を参照。
ふしぎな赤い長ぐつ ウィリアムズ ウィッシュ ウェリントンズ
願い事がかなう不思議な長靴をはいた男の子、ウィリアムが主人公のイギリス製アニメ。声は小林聡美が担当。後にカートゥーン ネットワーク「ピぽらぺポら」枠で放送。
ビジィ・ワールド
リチャード・スキャーリー原作のカナダ製英語教育アニメ。猫のハックルとミミズのローリーを始め、動物のキャラクターが登場する。セリフは基本的に英語のままで、西村雅彦のナレーションによる解説が入る。
ペコラ
オールCGによる短編アニメ。四角いペンギンの子供、ペコラが主人公。後に独立した30分アニメがテレビ東京系で放送された。
コニーにおまかせ
番組のキャラクター、コニーちゃんと仲間たちによるアニメ。「コニーズクッキング」では料理を紹介。

### 第2期（コーナードラマ）
シトラスタウン（第2シリーズ）
前身番組『ポンキッキーズ21』から引き続き放送。全て新作となっており、途中からオープニングがカットされた。
YAPPOOO
海に浮かぶヤッポ島を舞台にした紙芝居風の人形劇。音楽は松任谷正隆、ナレーションは松任谷由実。

### 第3期（コーナードラマ）
キュッパ（KUBBE）
ノルウェーの絵本作家・オーシル・カンスタ・ヨンセン原作のショートアニメ。beポンキッキーズから引き続き放送された。

## 商品
いずれも販売元の表記のない商品は、ポニーキャニオン。
「コニーちゃん」「爆チュー問題」シリーズ作品の収録メディアについては各項を参照。「きかんしゃトーマス」シリーズ作品の収録メディアについてはきかんしゃトーマス関連商品を参照。

### CD
- ポンキッキーズ・メロディ（EPICソニー、1995年05月01日）
- ポンキッキーズ・メロディ2（ソニーレコード、1998年12月01日）
- P-kies 20th Century New Trax（2000年07月01日）
- ハッピーソング（2005年10月26日）

### ビデオ・DVD
- ポンキッキーズメロディ〜キーズラインダンス（1995年09月01日）
- ポンキッキーズ サマーコンサート’95 withガチャピン・ムック（1996年01月01日）
- ポンキッキーズ サマーコンサート’96 〜ガチャピン・ムックの宇宙船ペリカーノ号〜（1996年11月01日）
- P-kies SUMMER TOUR’99 ガチャピン・ムックのサマーサンタさん （1999年11月01日）
- P-kiesコンサート ガチャピン・ムックのごきげんサマー2000 （2000年12月27日）
- ダンス de ラビッツ Vol.1 - Vol.4（エイベックス・エンタテインメント、2006年01月25日）

### コンピューター用ソフトウェア
いずれもジャストシステム発売
- ポンキッキーズCD-ROM1「もじもじワープロ」（1995年12月1日）[7][8][9][10]
- ポンキッキーズCD-ROM2「かぞえてポン！」（1995年12月1日）[7][8][11][12]
- ポンキッキーズCD-ROM3「ならべてマウス」（1996年3月29日）[13][14][15]
- ポンキッキーズCD-ROM4「どっきんリズム」（1996年3月29日）[13][16][17]
- P-kies CD-ROM「えもじワープロ」（1997年7月中旬）[18][19][20]

## スタッフ

### 第1期（スタッフ）
第1期では役割の部分のみ英語表記になっていた。
1994年時
- 構成：永井準、松井宏夫、小川美篤、内田英一、舘川範雄
- ブレーン：デーブ・スペクター、加藤芳一、武上純希、鈴木清一 ／ 神足裕司、山田洋久 ／ 浜野明子
- タイトル：岩崎光明
- ディレクター：森田倫代、増當一也、春日聰、安斎房江 ／ 三輪道彦、菅野温夫、武富英夫、木藤信吾
- プロデューサー：野田俊彦、堀内善弘
- ゼネラルプロデューサー：小畑芳和
- スタッフ協力：日本テレワーク、LITTLE STUDIO. INC、才、IMAGICA、Apple Computerほか
- 制作協力：フジテレビプロジェクト→FCC
- 制作：フジテレビ

### 第2期（スタッフ）
2005年時
- 構成：永井準、舘川範雄、高橋洋二、佐藤修、渡辺鐘
- 音楽：中川ひろたか、藤本ともひこ、今井了介
- 協力：木原庸佐、LITTLE STUDIO. INC、八峯テレビ、FLT、IMAGICA、フジアール、4-Legs、光子館
- ディレクター：内野和佳子、菅野温夫、春日聡、小野律哉
- 演出・プロデューサー：増當一也（FCC）、福原伸治（フジテレビ情報企画部/フジテレビKIDS）
- プロデューサー：中村雅一（フジテレビKIDS）
- 制作協力：FCC
- 制作：フジテレビ・フジテレビKIDS

### 第3期（スタッフ）
2017年時
- 企画/エグゼクティブプロデューサー：小畑芳和
- 監修：岩立京子（東京学芸大学教授）、上野一彦（東京学芸大学名誉教授）、苅宿俊文（青山学院大学教授）、榊原洋一（お茶の水女子大学大学院教授）、杉田洋（東京学芸大学名誉教授・日本英語検定協会評議員）、真板昭夫（京都嵯峨芸術大学名誉教授・北海道大学客員研究教授）
- 論語監修：加地伸行（大阪大学名誉教授）、小島毅（東京大学教授）
- アドバイザー：谷川俊太郎、茂木健一郎、武田双雲
- ブレーン：須田泰成、我妻弘崇、新関光二
- 構成：舘川範雄、内田英一
- コレオグラファー：ラッキィ池田、近藤良平、濱田“Peco”美和子
- 音楽：山口栄
- アート制作：南家こうじ、てっこん、大久保としひこ、リュウアンベ、加藤タカ、真賀里文子、菊田真紀子、後藤真由子、イワサキコウメイ
- キャラクター制作：北田哲也、きはらようすけ、保坂純子、山村エナミ
- 技術：馬場雄二、小森谷健太朗、井上貴人、鈴木貴裕、佐藤浩一
- 照明：谷口明美
- 美術：吉良久仁子、内山真理子、石田博巳、石井一之介、村田誠司、横山公一
- 音響効果：西山知史
- 編集：澤田成樹
- MA：吉田肇
- 衣装：SERIKA、タイガーリリー
- ヘアメイク：Nico
- 技術協力：フジ・メディア・テクノロジー、IMAGICA、ビデオウイング
- 制作協力：スタッフ Q、Little Studios Inc.、ライジン
- 協力：フジアール、光子館、藤森照信「高過庵」「空飛ぶ泥舟」
- BSフジ：中島寛朗、藤原和弥、山田桃子
- タイムキーパー：山本美衣
- ディレクター：奥瀬雄城、阪田芙未香、平尾基樹、菅野温夫、鶴堀貴之
- プロデューサー：山田洋久、吉野克美 ／ 小林正治、岡部美樹
- 制作著作：フジテレビKIDS

## 派生番組
フジテレビ運営のCS放送チャンネルフジテレビ721では、『ひらけ!ポンキッキ』や『ポンキッキーズ』で放送された歌やスポットの再放送を軸とした番組『チルドレンタイム こどものじかん』の放送を1999年から開始した。しかし後に番組内容をきかんしゃトーマス中心とし、番組名も『チルドレンタイム きかんしゃトーマス & etc』と改めた。この他にお台場スタジオドリームメーカー等で定期的に行われた番組のステージライブを収録した『チルドレンタイムSP サタキッズLIVE』『チルドレンタイムSP KIDSワークショップ』を放送した。
BSフジでは、2000年12月の開局と同時に『ひらけ!ポンキッキ』及び『ポンキッキーズ』のコンテンツを流用した各番組『うたであそぼうピンポンパン』（2002年4月まで放送）『Myポンキッキーズ』の放送を開始、2002年4月より『東京キッズクラブ』（後ガチャピンClub）を放送。2008年開始の『Beポンキッキ』以降、ポンキッキシリーズ自体もBSフジで展開する事となった。

## 放送時間の変遷
| シリーズ        | 期間       | 期間       | 放送時間（日本時間）  | 放送時間（日本時間）  | 放送時間（日本時間）  | 放送時間（日本時間）  |
| シリーズ        | 期間       | 期間       | 月曜 - 木曜           | 金曜                  | 土曜                  | 日曜                  |
| --------------- | ---------- | ---------- | --------------------- | --------------------- | --------------------- | --------------------- |
| 第1期（地上波） | 1993.10.01 | 1994.03.31 | 07:30 - 08:30（60分） | 07:30 - 08:30（60分） | （放送なし）          | （放送なし）          |
| 第1期（地上波） | 1994.04.01 | 1994.04.29 | 17:00 - 18:00（60分） | 17:00 - 18:00（60分） | （放送なし）          | （放送なし）          |
| 第1期（地上波） | 1994.05.02 | 1994.07.01 | 16:00 - 17:00（60分） | 16:00 - 17:00（60分） | （放送なし）          | （放送なし）          |
| 第1期（地上波） | 1994.07.04 | 1994.09.30 | 16:00 - 16:30（30分） | 16:00 - 16:30（30分） | （放送なし）          | （放送なし）          |
| 第1期（地上波） | 1994.10.03 | 1998.10.02 | 08:00 - 08:30（30分） | 08:00 - 08:30（30分） | （放送なし）          | （放送なし）          |
| 第1期（地上波） | 1998.10.05 | 1999.03.31 | 08:00 - 08:25（25分） | 08:00 - 08:25（25分） | （放送なし）          | （放送なし）          |
| 第1期（地上波） | 1999.04.01 | 1999.09.30 | 16:00 - 16:25（25分） | 16:00 - 16:25（25分） | （放送なし）          | （放送なし）          |
| 第1期（地上波） | 1999.10.01 | 2000.03.30 | 16:25 - 16:30（05分） | 16:00 - 16:55（55分） | （放送なし）          | （放送なし）          |
| 第1期（地上波） | 2000.04.01 | 2001.03.31 | （放送なし）          | （放送なし）          | 06:30 - 07:30（60分） | （放送なし）          |
| 第2期（地上波） | 2005.04.02 | 2006.03.25 | （放送なし）          | （放送なし）          | 06:00 - 06:30（30分） | （放送なし）          |
| 第3期（BS）     | 2017.04.02 | 2018.03.25 | （放送なし）          | （放送なし）          | （放送なし）          | 08:00 - 08:55（55分） |

## 地上波ネット局（第1期・第2期）
詳細の無いものは第1回から最終回まで放送されたネット局。系列はネット終了時のもの。ローカル枠時代に以下の局がネットしていたかは不明。
| 放送対象地域  | 放送局             | 系列                                         | 備考 |
| ------------- | ------------------ | -------------------------------------------- | --- |
| 関東広域圏    | フジテレビ         | フジテレビ系列                               | 制作局 |
| 北海道        | 北海道文化放送     | フジテレビ系列                               | 1994年4月1日 - 6月3日は平日10:00 - 10:30 同年6月6日 - 9月30日は平日10:55 - 11:25 1999年4月1日 - 9月30日は平日15:30 - 15:55 同年10月1日 - 2000年3月17日は金曜15:30 - 16:25 2000年4月1日 - 第1期終了時は土曜6:30 -                                                               |
| 岩手県        | 岩手めんこいテレビ | フジテレビ系列                               | 1994年4月1日 - 9月30日は平日16:00 - 16:30 1999年4月1日 - 9月30日は同時ネット 同年10月1日 - 2000年3月17日は金曜15:30 - 16:25 2000年4月1日 - 第1期終了時は土曜6:00 - |
| 宮城県        | 仙台放送           | フジテレビ系列                               | 1994年4月1日 - 9月30日は平日16:00 - 16:30 1999年4月1日 - 9月30日は平日15:30 - 15:55 同年10月1日 - 2000年3月17日は金曜のみ同時ネット 2000年4月1日 - 第1期終了時は土曜6:30 - |
| 秋田県        | 秋田テレビ         | フジテレビ系列                               | 1994年4月1日 - 9月30日は平日16:00 - 16:30 1999年4月1日 - 9月30日は平日15:30 - 15:55 同年10月1日 - 2000年3月17日は金曜15:30 - 16:25 2000年4月1日 - 第1期終了時は土曜6:00 - |
| 山形県        | さくらんぼテレビ   | フジテレビ系列                               | 1997年3月17日（サービス放送期間中）からネット開始 1999年4月1日 - 9月30日は同時ネット 同年10月1日 - 2000年3月17日は金曜15:30 - 16:25 2000年4月1日 - 第1期終了時は土曜6:00 - |
| 福島県        | 福島テレビ         | フジテレビ系列                               | 1994年4月1日 - 9月30日は平日16:00 - 16:30 1999年4月1日 - 9月30日は平日15:30 - 15:55 同年10月1日 - 2000年3月17日は金曜15:30 - 16:25 2000年4月1日 - 第1期終了時は土曜6:30 - |
| 新潟県        | 新潟総合テレビ     | フジテレビ系列                               | 現・NST新潟総合テレビ 1994年4月1日 - 9月30日は平日15:30 - 16:00 1999年4月1日 - 9月30日は平日15:30 - 15:55 同年10月1日 - 2000年3月17日は金曜17:00 - 17:55 2000年4月1日 - 第1期終了時は土曜6:30 -                                                                                |
| 長野県        | 長野放送           | フジテレビ系列                               | 1994年4月1日 - 9月30日は平日16:30 - 17:00 1999年4月1日 - 9月30日は平日15:30 - 15:55 同年10月1日 - 2000年3月17日は金曜15:30 - 16:25 2000年4月1日 - 第1期終了時は土曜6:30 - |
| 静岡県        | テレビ静岡         | フジテレビ系列                               | 1994年4月1日 - 9月30日は平日16:00 - 16:30 1999年4月1日 - 9月30日は平日15:30 - 15:55 同年10月1日 - 2000年3月17日は金曜のみ同時ネット 2000年4月1日 - 第1期終了時は土曜6:30 - |
| 富山県        | 富山テレビ         | フジテレビ系列                               | 1994年4月1日 - 9月30日は平日16:00 - 16:30での放送、 1999年4月1日 - 9月30日は同時ネット、 同年10月1日 - 2000年3月17日は同時ネット 2000年4月1日 - 第1期終了時は土曜6:00 - |
| 石川県        | 石川テレビ         | フジテレビ系列                               | 1994年4月1日 - 7月22日は平日16:30 - 17:00での放送、 同年8月1日 - 9月29日は月曜 - 木曜 15:30 - 16:00での放送、 1999年4月1日 - 9月29日は同時ネット、 同年9月30日は金曜15:30 - 15:55での先行放送、 同年10月1日 - 2000年3月17日は同時ネット 2000年4月1日 - 第1期終了時は土曜6:00 - |
| 福井県        | 福井テレビ         | フジテレビ系列                               | 1994年4月1日 - 9月30日は平日16:00 - 16:30での放送、 1999年4月1日 - 9月30日は平日15:30 - 15:55での先行放送、 同年10月1日 - 2000年3月17日は同時ネット 2000年4月1日 - 第1期終了時は土曜6:30 -                                                                                     |
| 中京広域圏    | 東海テレビ         | フジテレビ系列                               | 1994年4月1日 - 9月21日は月 - 木曜16:00 - 16:30 1999年4月1日 - 9月30日は平日15:35 - 16:00 同年10月1日 - 2000年3月17日は金曜15:30 - 16:25 2000年4月1日 - 第1期終了時は土曜6:30 -                                                                                                 |
| 近畿広域圏    | 関西テレビ         | フジテレビ系列                               | 1994年4月8日 - 9月30日は金曜17:25 - 17:55の週1回の放送、 1999年4月1日 - 9月30日は平日16:30 - 16:55 同年10月1日 - 2000年3月17日は金曜15:30 - 16:25 2000年4月1日 - 第1期終了時は土曜6:30 - 2006年1月7日 - 3月25日は土曜5:30 - 6:00の先行放送                                     |
| 鳥取県 島根県 | 山陰中央テレビ     | フジテレビ系列                               | 1994年4月1日 - 5月31日は平日17:00 - 17:30、 同年6月1日 - 9月29日は平日16:00 - 16:30、 1999年4月1日 - 9月30日は同時ネット 同年10月1日 - 2000年3月17日は金曜15:30 - 16:25 2000年4月1日 - 第1期終了時は土曜6:30 -                                                                 |
| 岡山県 香川県 | 岡山放送           | フジテレビ系列                               | 1994年4月1日 - 9月29日は月 - 木曜16:00 - 16:30、土曜6:45 - 7:15 1999年4月1日 - 7月30日は同時ネット、 同年8月3日 - 9月30日は平日15:30 - 15:55、 同年10月1日 - 2000年3月17日は金曜15:30 - 16:25 2000年4月1日 - 第1期終了時は土曜6:30 -                                           |
| 広島県        | テレビ新広島       | フジテレビ系列                               | 1994年4月1日 - 9月30日は平日16:00 - 16:30での放送、 1999年4月1日 - 9月30日は平日15:30 - 15:55での先行放送、 同年10月1日 - 2000年3月17日は金曜15:30 - 16:25での先行放送 2000年4月1日 - 第1期終了時は土曜6:00 -                                                                  |
| 愛媛県        | 愛媛放送           | フジテレビ系列                               | 現・テレビ愛媛 1994年4月1日 - 9月30日は平日16:00 - 16:27での放送、 1999年4月1日 - 9月30日は平日15:30 - 15:55での先行放送、 同年10月1日 - 2000年3月17日は金曜のみ同時ネット 2000年4月1日 - 第1期終了時は土曜6:00 -                                                              |
| 高知県        | 高知さんさんテレビ | フジテレビ系列                               | 1997年3月20日（サービス放送期間中）からネット開始 1999年4月1日 - 2000年3月25日は5分版含め同時ネット 2000年4月1日 - 第1期終了時は土曜6:30 - |
| 福岡県        | テレビ西日本       | フジテレビ系列                               | 1994年4月1日 - 9月30日は平日16:00 - 16:30 1999年4月1日 - 9月30日は同時ネット 同年10月1日 - 2000年3月17日は金曜のみ同時ネット 2000年4月1日 - 第1期終了時は土曜6:30 - |
| 佐賀県        | サガテレビ         | フジテレビ系列                               | 1994年4月1日 - 9月30日は平日16:00 - 16:30 1999年4月1日 - 9月30日は平日15:30 - 15:55 同年10月1日 - 2000年3月17日は金曜のみ同時ネット 2000年4月1日 - 第1期終了時は土曜6:30 - |
| 長崎県        | テレビ長崎         | フジテレビ系列                               | 1994年4月1日 - 9月30日は平日16:00 - 16:30 1999年4月1日 - 9月30日は平日15:30 - 15:55 同年10月1日 - 2000年3月17日は金曜15:30 - 16:25 2000年4月1日 - 第1期終了時は土曜6:00 - |
| 熊本県        | テレビ熊本         | フジテレビ系列                               | 1994年4月1日 - 9月30日は平日10:00 - 10:30 1999年4月1日 - 9月30日は平日15:30 - 15:55 同年10月1日 - 2000年3月17日は金曜のみ同時ネット 2000年4月1日 - 第1期終了時は土曜6:30 - |
| 宮崎県        | テレビ宮崎         | フジテレビ系列 日本テレビ系列 テレビ朝日系列 | 1994年4月1日 - 9月30日は平日15:30 - 16:00 1999年4月1日 - 9月30日は平日15:30 - 15:55 同年10月1日 - 2000年3月17日は金曜15:30 - 16:25 2000年4月1日 - 第1期終了時は土曜6:00 - |
| 鹿児島県      | 鹿児島テレビ       | フジテレビ系列                               | 1994年4月1日のFNN・FNSフルネット化から 1994年4月1日 - 9月30日は平日16:00 - 16:30 1999年4月1日 - 9月30日は平日15:30 - 15:55 同年10月1日 - 2000年3月17日は金曜15:30 - 16:25 2000年4月1日 - 第1期終了時は土曜6:30 -                                                               |
| 沖縄県        | 沖縄テレビ         | フジテレビ系列                               | 1994年4月1日 - 9月28日は平日16:00 - 16:30 1999年4月1日 - 9月30日は平日15:30 - 15:55 同年10月1日 - 2000年3月17日は金曜15:30 - 16:25 2000年4月1日 - 第1期終了時は土曜6:30 - |